# Мочковатая корневая система

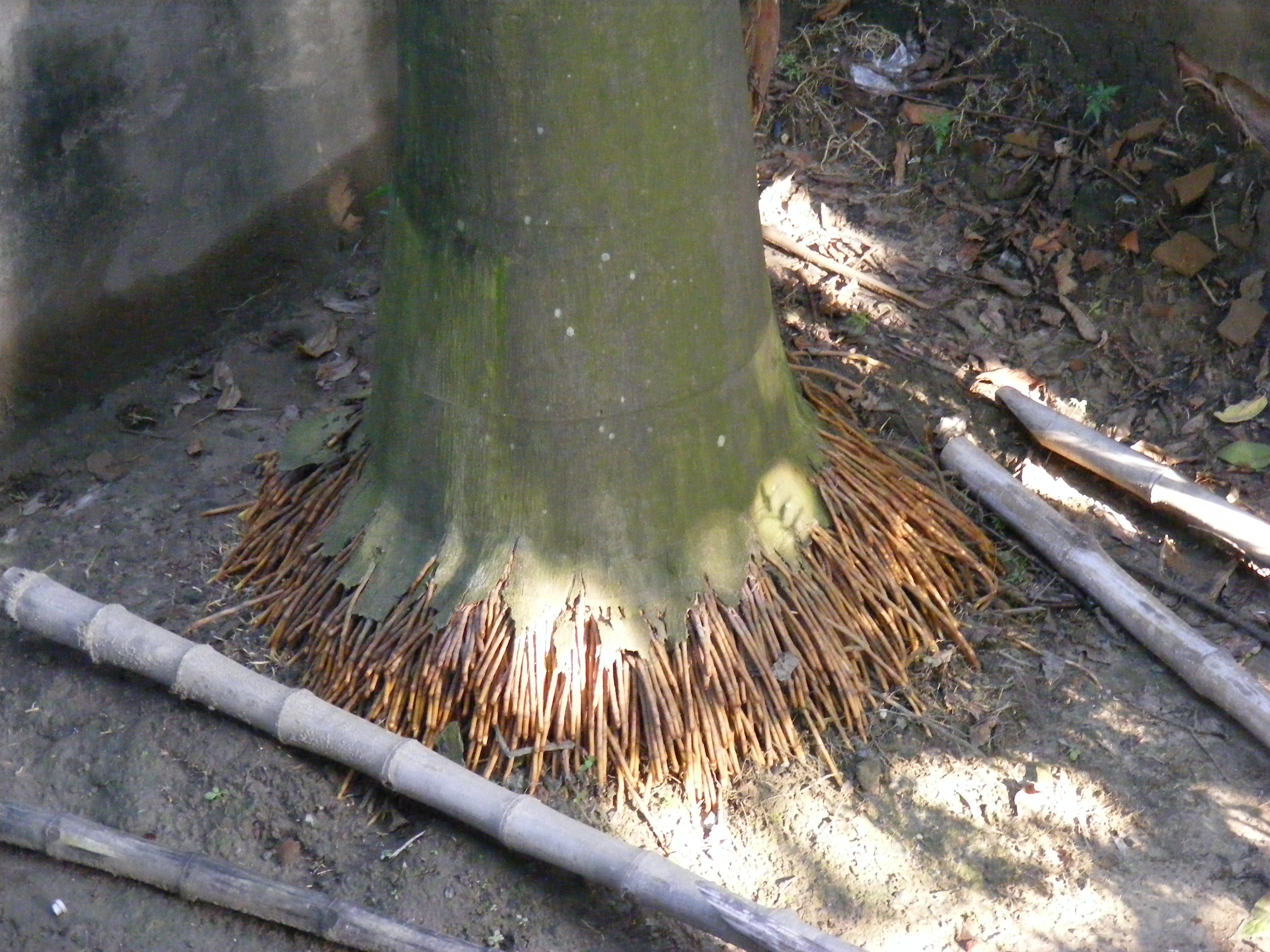
Мочковатая корневая система старой пальмы вида Roystonea regia из Калькутта (Индия)

Мочковатая корневая система — корневая система, представленная в основном придаточными корнями, у которой не выделяется главный корень.
Такой вид корневых систем имеют, например, следующие растения:
- Кокосовая пальма (Cocos nucifera)
- Папоротниковидные (Pteridophyta)
- Бархатцы (Tagetes sp.)
- Пшеница
- Ячмень
- Лук
- Чеснок

В целом мочковатая корневая система характерна для подавляющего большинства однодольных. Среди двудольных мочковатая корневая система есть, например, у подорожника. У многих двудольных растений (клевер ползучий. лютик ползучий, живучка ползучая, земляника и др.) мочковатая корневая система развивается у растений, появившихся в результате вегетативного размножения усами, корневищами, листьями и т. п.